# Helena Třeštíková
Helena Třeštíková, née le 22 juin 1949 à Prague, est une réalisatrice et scénariste tchèque. 

## Biographie
Helena Böhmová est originaire de Prague. Elle grandit sur la place Venceslas, dans une maison appelée Darex. Son père Jaroslav Böhm est avocat, et sa mère travaille comme graphiste publicitaire. Elle commence des études d'art au lycée, et souhaite alors devenir costumière. Attirée par le théâtre, elle se rend régulièrement au Théâtre National de Prague, où elle assiste notamment aux performances célèbres du metteur en scène tchèque Otomar Krejča. Elle est également fascinée par le monde du cinéma. 
Helena Böhmová rencontre une étudiante de l'Académie du film de Prague, en plein tournage d'un documentaire sur les prisonniers politiques. Cette rencontre est déterminante quant à son choix de devenir réalisatrice de documentaires. En 1968, elle obtient son diplôme de l'école secondaire des beaux-arts de Prague. En 1975, elle poursuit sont apprentissage de la réalisation de films documentaires à l'Académie du film de Prague (FAMU),. La même année, elle réalise son premier documentaire Miracle, consacré à la grossesse et à la naissance d'un enfant,.
Contre la volonté de ses parents, qui craignent que leur fille ne réussisse pas dans une industrie cinématographique à prédominance masculine, elle débute en tant qu''assistante de production pour la télévision tchèque.De 1974 à 1994, elle travaille pour Krátký Film Praha, une société qui réalise des films éducatifs, des documentaires et des films d'animation. En 1994, elle commence à développer des scénarios et à réaliser des documentaires de façon indépendante. 
Helena Böhmová se marie avec l’architecte Michael Třeštík. Son fils est le photographe Tomáš Třeštík, et sa fille est la productrice Hana Třeštíková.
Depuis 2002, en parallèle de son travail de cinéaste, Helena Třeštíková enseigne la réalisation  à la FAMU De 2002 à 2005, elle est présidente de l'association des réalisateurs et scénaristes (ARAS). En 2017, elle accepte un poste de professeure à l'Académie des arts du spectacle de Prague,.

## Carrière artistique
Helena Třeštíková choisit de se consacrer à la méthode documentaire time-lapse, à la suite d'une rencontre avec un psychiatre, qui lui parle de l'augmentation considérable du taux de divorce. Elle décide alors de suivre de jeunes mariés sélectionnés avec une caméra pendant plusieurs années de suite. Pour son premier document en long format, elle s’intéresse au quotidien de jeunes couples qu’elle suit sur six années, avec pour point de départ leur mariage. De cette expérience, elle réalise une série télévisée en six épisodes, Manželské etudy (Marriage Stories), diffusée en 1987, ainsi que plusieurs longs métrages. 

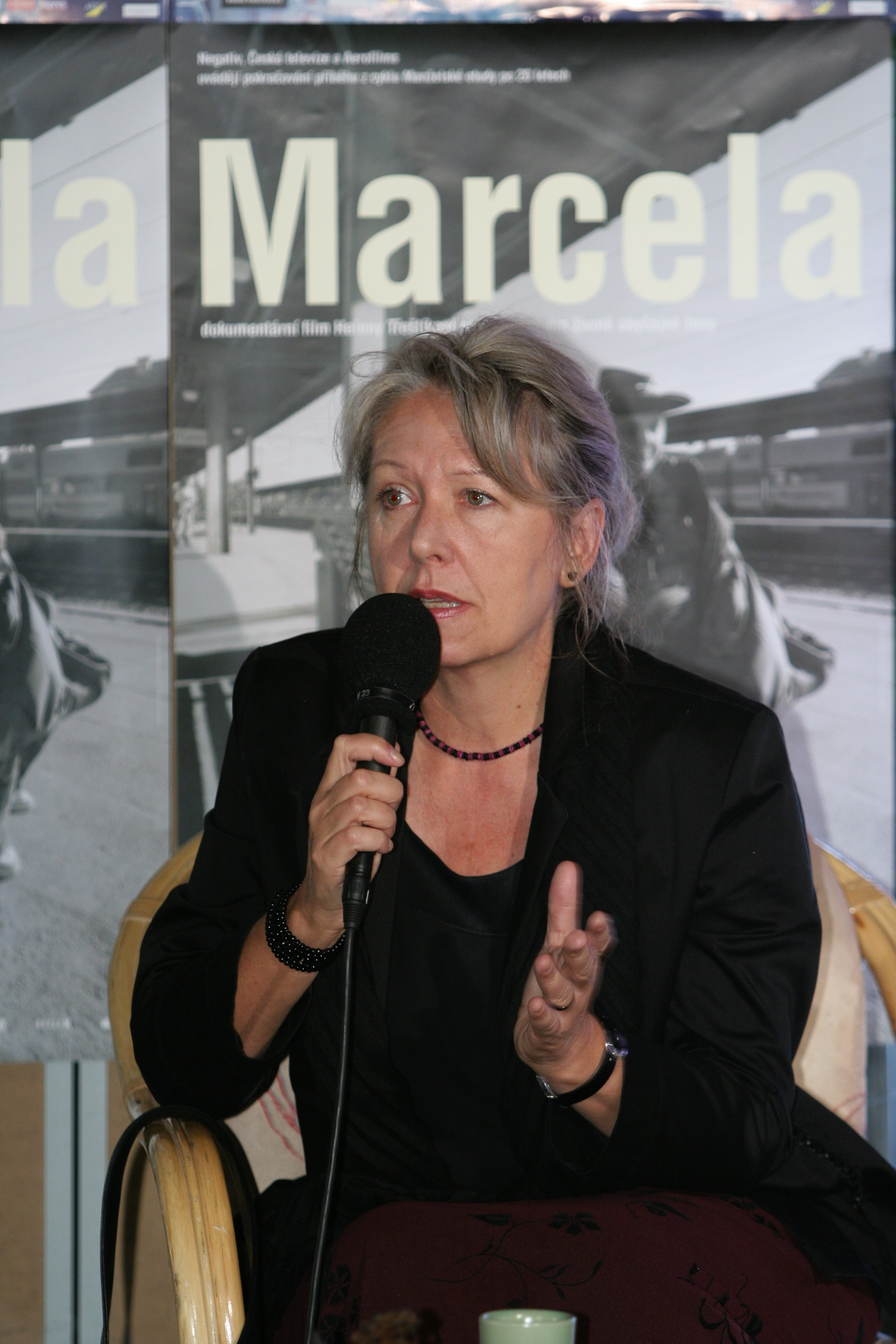
Helena Třeštíková au Festival international du film de Karlovy Vary en 2007.

En 1991, Helena Třeštíková cofonde la Fondation du cinéma et de la sociologie dans le but d’apporter une nouvelle perspective sur la société contemporaine, à la suite des transformations politiques et sociétales de ces dernières années.
Parmi ses œuvres les plus remarquées, Helena Třeštíková réalise Řekni mi něco o sobě , une série de films au long cours de jeunes délinquants.
En 1994, elle fonde avec son mari, Michael Třeštík, la Fondation Man and Time. L’organisation pour but de promouvoir les projets au long cours et les films traitant du temps qui passe, et des changements qu’il engendre.
En 2012, elle réalise Cosmos privé, dans lequel elle raconte l’histoire de la famille Kettner, dont elle suite le quotidien depuis 1974. La ligne directrice repose sur le journal intime du père de famille, qui entrecoupé des images de la réalisatrice, retrace les événements marquants de la vie des Kettner, sur fon de contexte politique instable,. 
Elle est également l'auteure des documentaires Hitler, Staline a já (2001), Marcela (2006), René (2008), Katka (2009), Mallory (2015) ou encore Anny (2020),,.

## Carrière politique
Le 9 janvier 2006, Helena Třeštíková  est nommée ministre de la culture dans le deuxième gouvernement de Mirek Topolánek. Elle est recommandée pour ce poste par l'Union chrétienne démocrate - Parti populaire tchécoslovaque (KDU-ČSL). Cette décision est critiquée par certains militants du parti, qui l’accusent d'avoir des opinions sur les questions sociales n’ont conformes au programme du parti,.
Le 26 janvier 2007, Helena Třeštíková quitte le gouvernement, motivée par des disputes et des pressions concernant la nomination de la direction du ministère.

## Reconnaissance
Les films d'Helena Třeštíková sont régulièrement nommés et récompensés lors de festivals de cinéma nationaux et internationaux. Le film Marcela est récompensé comme meilleur documentaire européen au Festival du cinéma européen de Séville en 2007. Le documentaire René est lauréat du Prix du film européen en 2008, dans la catégorie documentaire.
En 2021, le Centre national d'art et de culture Georges-Pompidou propose la première grande rétrospective française de l’œuvre de la documentariste,.

## Filmographie
- 1975 : Zázrak (Miracle)
- 1976 : Dvě jubilea Jana Zrzavého (Two Anniversaries of Jan Zrzavý)
- 1979 : Dotek světla (Touch of Light)
- 1981 : Japonská neděle (Japanese Sunday)
- 1987 : Manželské etudy - Ivana a Pavel (Marriage Stories)
- 1988 : Z lásky (Out Of Love)
- 1988 : Hledání cest (Looking for Ways)
- 1992 : Řekni mi něco o sobě - René (Tell Me Something About Yourself - René)
- 1992 : Rekni mi neco o sobe - Pavlína (Tell Me Something About Yourself - Pavlína)
- 1994 : Řekni mi něco o sobě - Martin (Tell Me Something About Yourself - Martin)
- 1994 : Řekni mi něco o sobě - Láďa (Tell Me Something About Yourself - Láďa)
- 1996 : Rekni mi neco o sobe - Zrání zla - Milan (Tell Me Something About Yourself - Milan)
- 1997 : Sladké století (Sweet Century)
- 2001 : Hitler, Stalin a já (Hitler, Staline and Myself)
- 2005 : Manželské Etudy (Marriage Stories)
- 2006 : Marcela
- 2008 : René
- 2009 : Katka
- 2012 : Soukromý vesmír (Private Universe)[16]
- 2013 : ŽIvot s Kašparem (Life With Jester)

- 2013 : Vojta Lavička: Nahoru a dolů (Vojta Lavička: Ups and Downs)
- 2015 : Mallory
- 2016 : Zkáza krásou (Doomed Beauty)
- 2017 : Strnadovi (A Marriage Story)[9]
- 2019 : Forman vs. Forman
- 2020 : Anny